# Église Saint-Valère de Goux-les-Usiers
Pour les articles homonymes, voir Saint-Valère.
L’église Saint-Valère de Goux-les-Usiers est une église, protégée des monuments historiques, située à Goux-les-Usiers dans le département français du Doubs.

## Histoire
L'église est construite en 1722.
L'église Saint-Valère est classée au titre des monuments historiques le 3 septembre 1992.

## Rattachement
L'église fait partie de la paroisse du Val d'Usiers / Arc-sous-Cicon, paroisse rattachée au diocèse de Besançon.

## Architecture
L'église possède un clocher-porche surmonté d'un dôme à impériale typique de la Franche-Comté.
L'église est composée d'un seul vaisseau avec bas-côtés attenants ; la nef est à quatre travées voutées d'arêtes reposant sur des colonnes à chapiteaux toscans.

## Mobilier
L'église Saint Valère possède du mobilier dont certains éléments sont protégés au titre objet des monuments historiques avec en particulier le retable et les boiseries d'Augustin Fauconnet classés en 1908,, les retables des autels annexes classés en 1916, plusieurs statues (statue-reliquaire de la Vierge à l'Enfant, statue de saint diacre lisant, statue de saint François-Xavier, statue de sainte, statue de sainte Agathe) inscrites en 1979 ainsi que divers objets processionnels (croix, chandeliers).

### Galerie

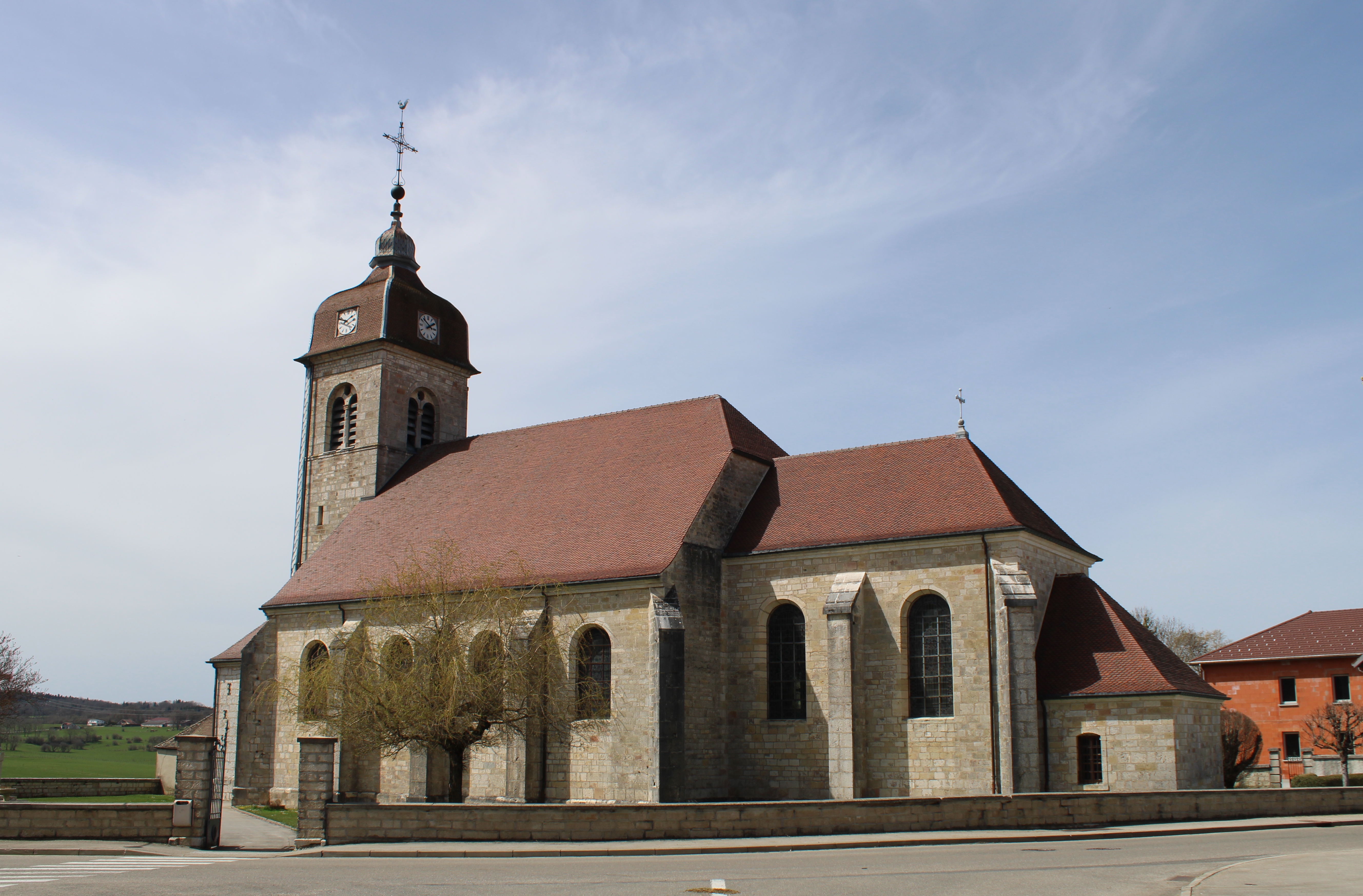
L'église Saint-Valère.
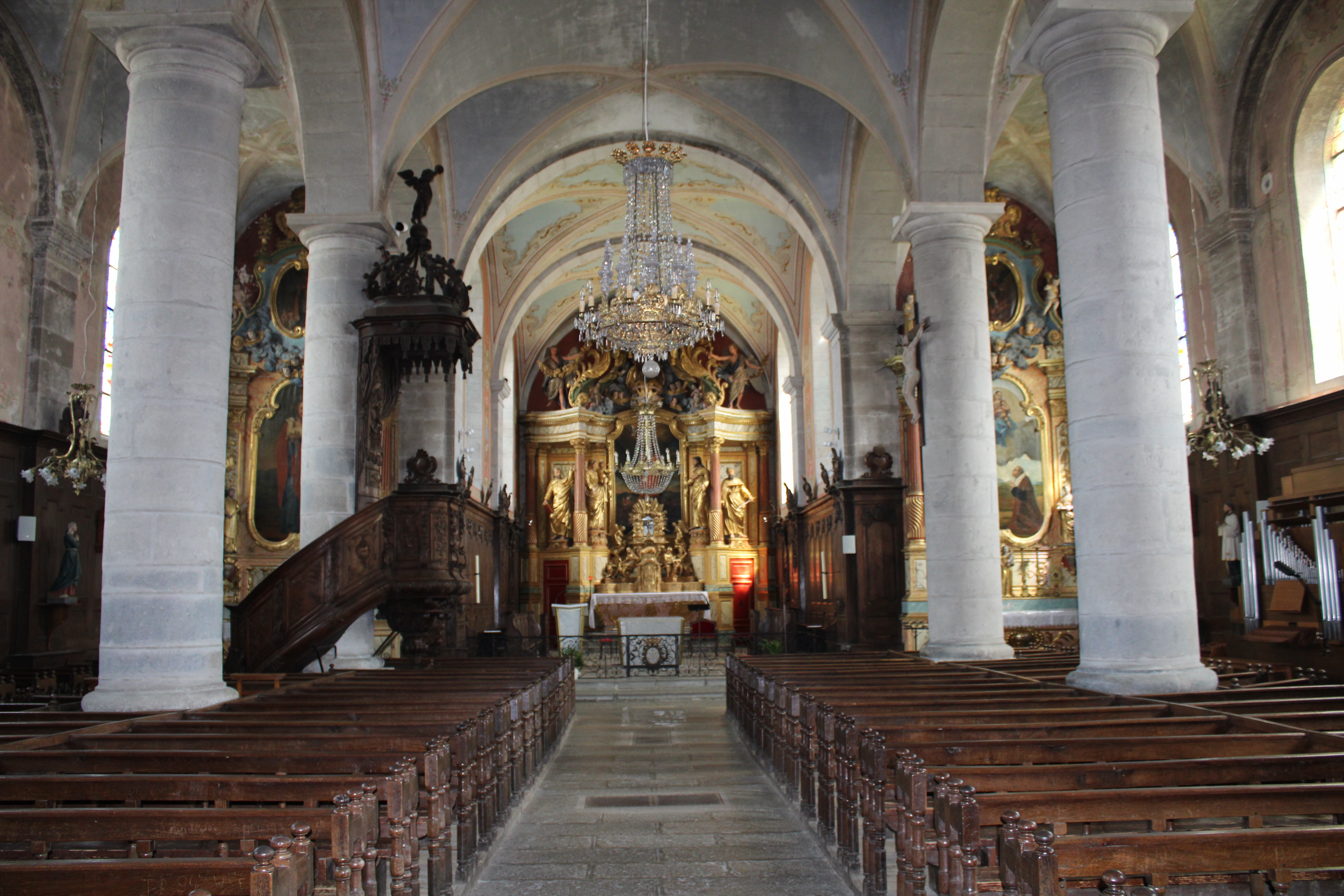
La nef.
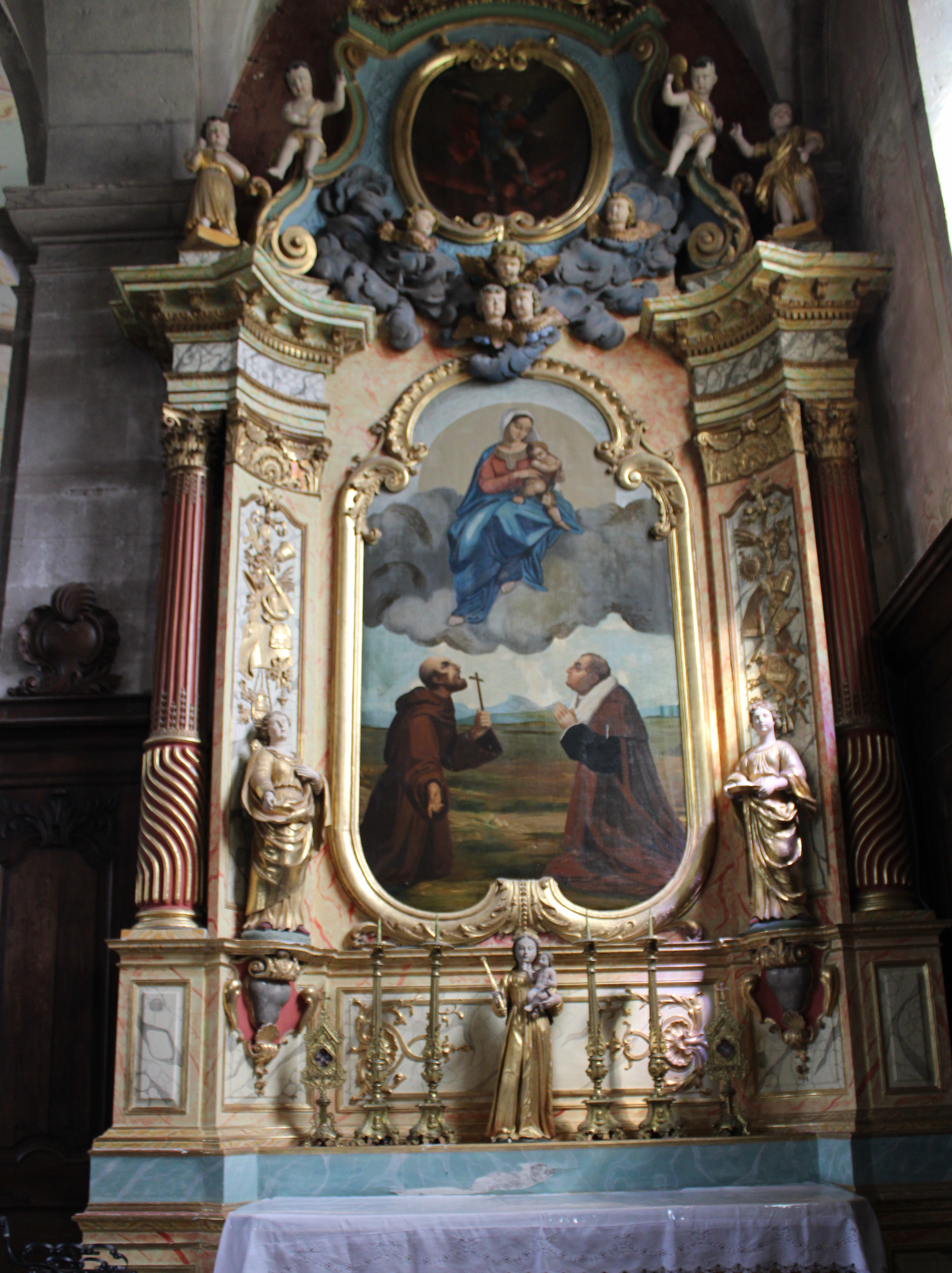
Retable.
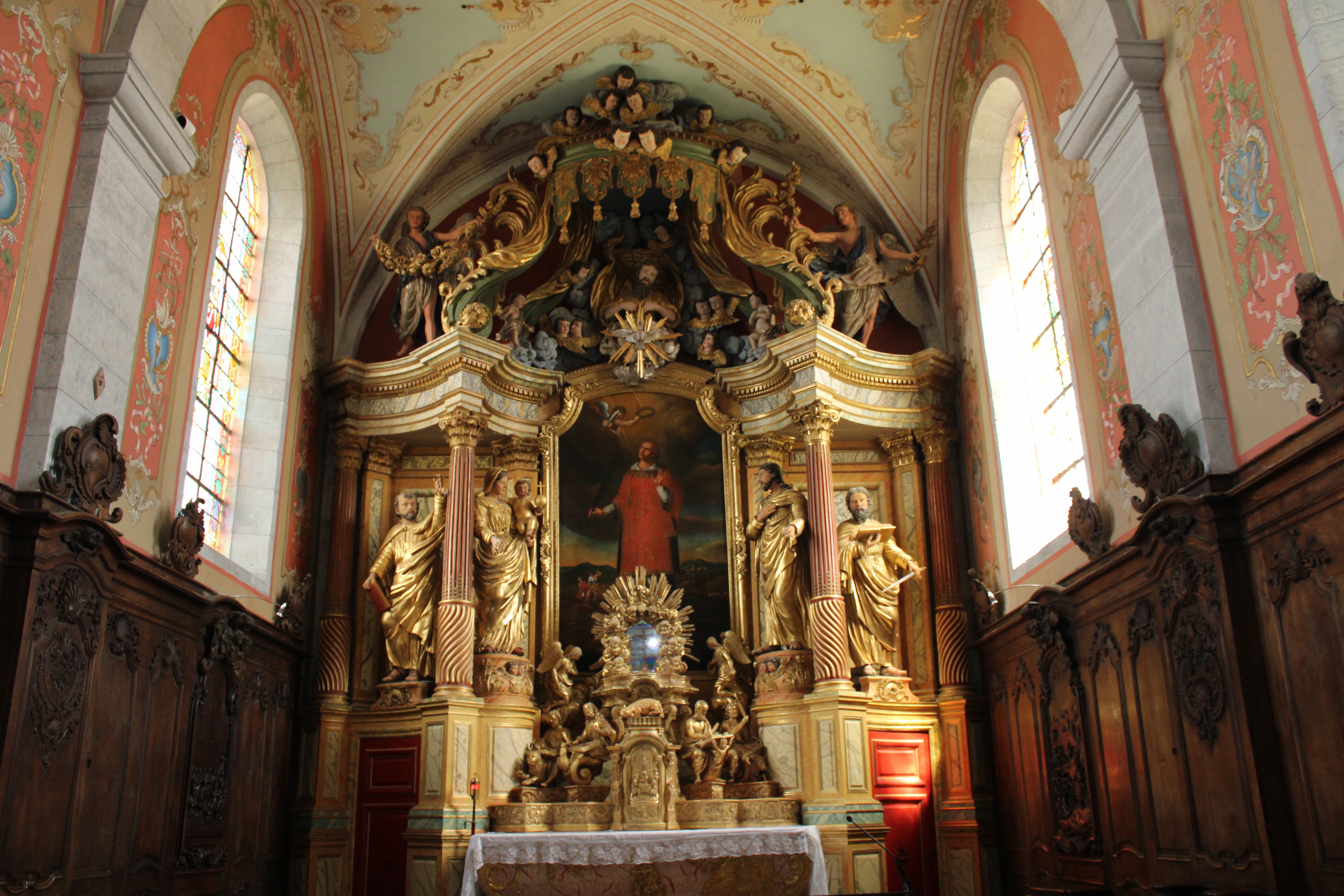
Retable.
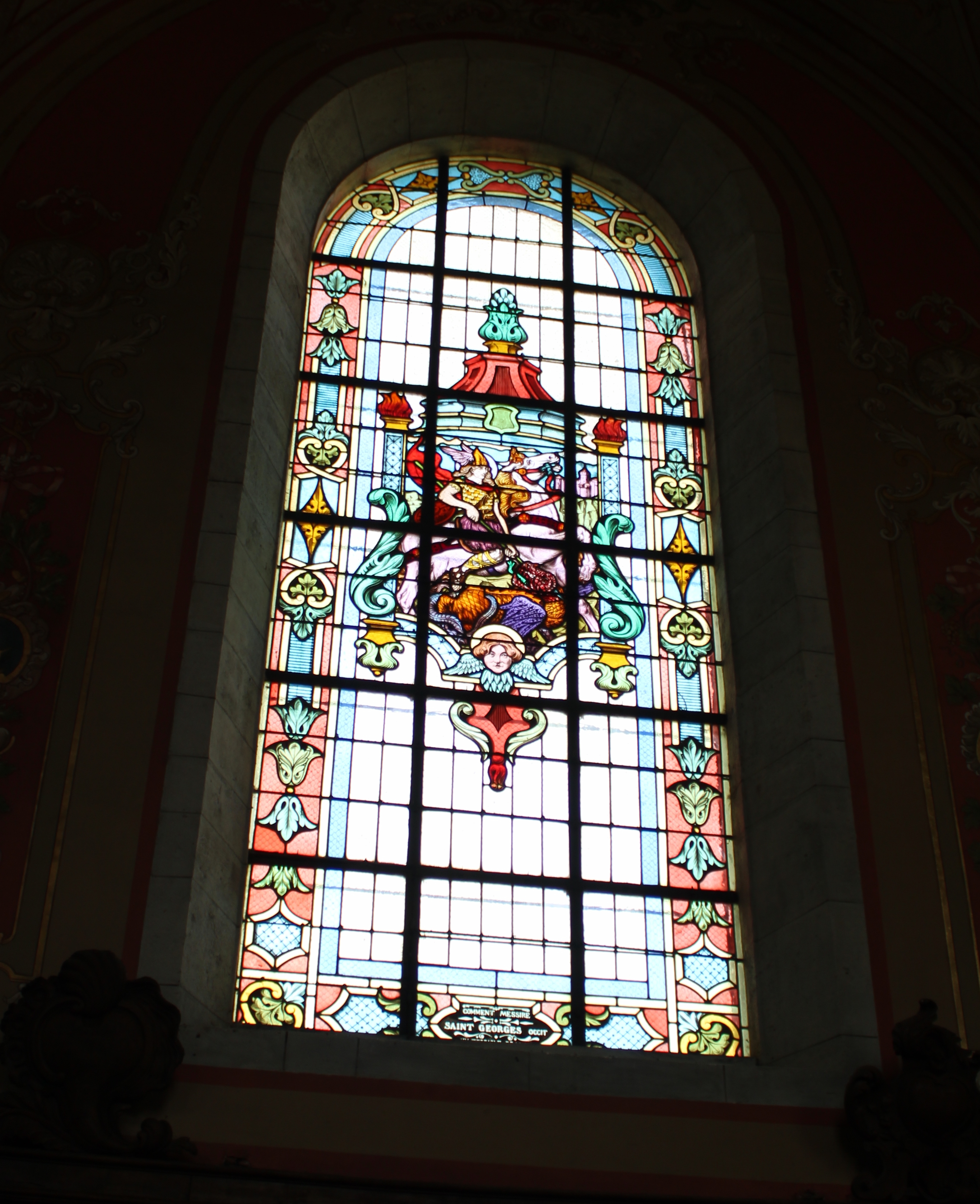
Vitrail.
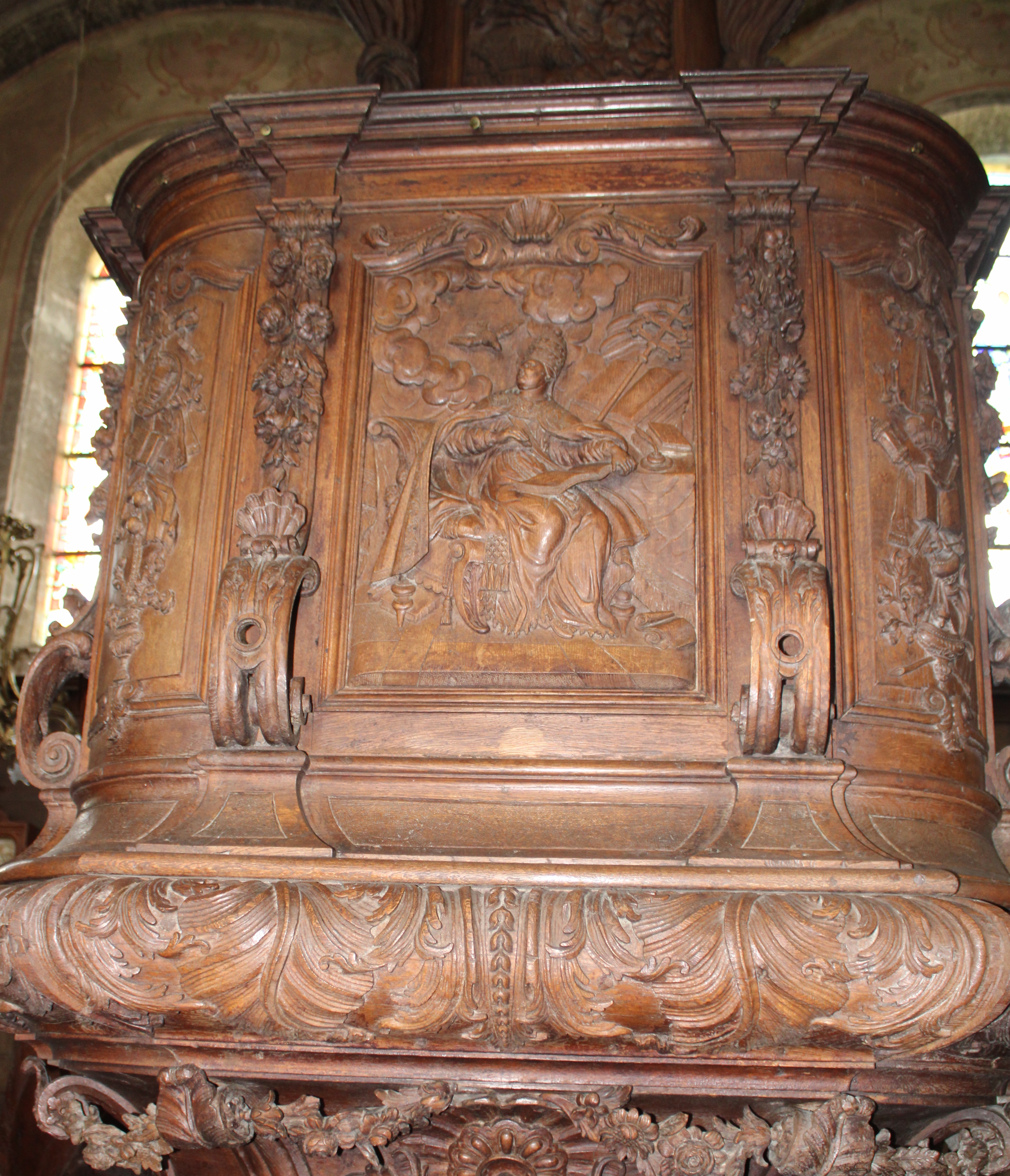
Détail des sculptures de la chaire.